# Acheronodon
Acheronodon es un género extinto de mamífero Multituberculata que vivió durante el Paleoceno en América del Norte.
Se sabe de la especie Acheronodon garbani por los fósiles encontrados en las formaciones de Tullock en Montana (Estados Unidos), y otros posibles especímenes en Pourcopine Hills en Alberta (Canadá). El holotipo se encontró en Montana.